# Atbara
Atbara es una ciudad de Sudán, perteneciente a la provincia de Río Nilo. Está situada en el noroeste del país, en la confluencia de los ríos Nilo y Atbara. Su población es de 111.399 habitantes (estimación 2007).
La ciudad es un importante nudo ferroviario y centro de fabricación de material ferroviario, que emplea a la mayor parte de la población local.
Se encuentra a unos cien kilómetros de la antigua ciudad de Meroe, célebre por la necrópolis con pirámides de los reyes de Meroe.
La ciudad es considerada la cuna del sindicalismo sudanés. Es también el punto de partida para las movilizaciones contra el régimen en diciembre de 2018.

## Evolución demográfica
| Año               | Población |
| ----------------- | --------- |
| 1956              | 36.300    |
| 1973              | 66.116    |
| 1983              | 73.009    |
| 1993              | 87.878    |
| 2007 (Estimación) | 111.399   |